# Wenzhouhua
Wenzhouhua of Oujianghua is een dialect in de Wu (taal). Het wordt veelal gesproken in de stadsprefectuur Wenzhou in de provincie Zhejiang. Wenzhouhua verschilt veel van het Standaardmandarijn en is zeer moeilijk te leren. Tijdens de Tweede Wereldoorlog gebruikten Chinese legers vaak Wenzhounezen om telefoongesprekken te maken, de Japanners verstonden het Wenzhouhua helemaal niet en wisten dus ook niet wat de Chinezen van plan waren. Daarom zeggen Chinezen vaak: "天不怕，地不怕，就怕温州人说温州话" / "Wij zijn niet bang voor de hemel en aarde, maar wel voor Wenzhounezen die Wenzhouhua zitten te praten". Deze zin wordt door de Chinezen als humoristisch en niet als racistisch beschouwd. Ondanks dat het een Wu-taal is, kunnen mensen die een noordelijke Wu-dialect spreken geen woord van het Wenzhouhua verstaan. Het dialect heeft vaak een wenyanwenzinsopbouw.
- Sino-Tibetaanse talen
  - Chinese talen
    - Wu
      - Dongouhua
        - Wenzhouhua

## Dialectgebied
Het Wenzhouhua dat oorspronkelijk alleen in Wenzhou te horen was, heeft zich de laatste twintig jaar verspreid over andere gebieden. Door armoede en door de zakenhersens van de Wenzhounezen, zijn vele Wenzhounezen naar andere gebieden in China vertrokken. Ze zagen dat in gebieden als Sinkiang aantrekkelijk waren om zaken te doen en daar winkels te bouwen.
Behalve in andere gebieden van China hoor je ook vaak Wenzhouhua in de Chinatowns van Nederland, Frankrijk, Spanje, Italië en Groot-Brittannië. Deze Wenzhounezen kwamen eind jaren tachtig tot heden naar deze landen. Vele Chinese restaurants en Chinese kappers worden gerund door Wenzhounezen. Het is dus ook niet vreemd dat koks en kappers hun Wenzhouhua gebruiken als voertaal onderling in plaats van Standaardmandarijn.

## Tonen
Wenzhouhua kent acht verschillende toonhoogtes.

## Voorbeelden
| dialect          | 一   | 两   | 三  | 四  | 五 | 六  | 七    | 八 | 九    | 十  |
| ---------------- | ---- | ---- | --- | --- | -- | --- | ----- | -- | ----- | --- |
| Wenzhouhua (IPA) | ʔjɐi | liɛ2 | sa1 | sɨ3 | ŋ2 | ləɯ | tsʰɐi | pʊ | tɕɐɯ2 | zɐi |
| Rui'anhua (IPA)  | ʔja  | la2  | sɔ1 | sɨ3 | ŋ2 | ləɯ | tsʰa  | pʊ | tɕɐɯ2 | za  |